# La persistenza della memoria
La persistenza della memoria (in catalano La persistència de la memòria) è un dipinto a olio su tela (24×33 cm) del pittore surrealista Salvador Dalí, realizzato nel 1931 e conservato al Museum of Modern Art di New York.
Opera surrealista per antonomasia, La persistenza della memoria raffigura una landa deserta dominata dalla presenza di alcuni orologi molli, dalla consistenza quasi fluida, simboli dell'elasticità del tempo.

## Storia del dipinto

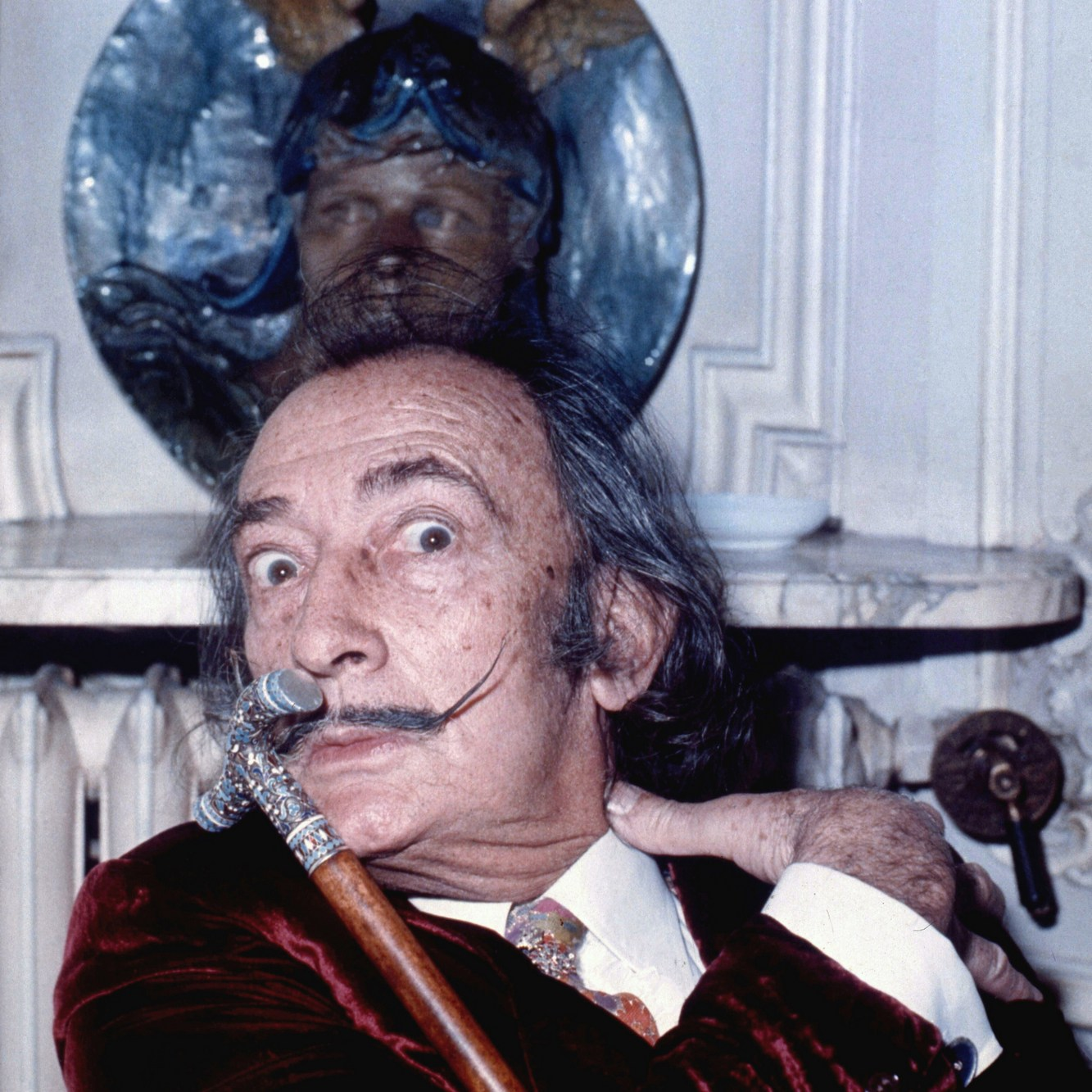
Foto di Dali

Dalí realizzò La persistenza della memoria nel 1931 in sole due ore e in circostanze assai particolari. L'artista, infatti, afflitto da un'improvvisa emicrania, fu impossibilitato ad accompagnare la moglie Gala al cinema; costretto a casa, Dalì venne ispirato dall'«ipermollezza» del formaggio che stava consumando a tavola, che gli suggerì una riflessione di natura filosofica sullo scorrere del tempo.
È lo stesso Dalí a narrarci la gestazione dell'opera in Vita segreta:
Il dipinto, inizialmente denominato Gli orologi molli, fu acquistato nel 1932 dal gallerista Julien Levy; quest'ultimo lo espose nella propria galleria d'arte a New York, assegnandoli il nuovo titolo La persistenza della memoria e facendo crescere sensibilmente la fortuna critica dell'artista catalano. Nel 1934 l'opera fu acquistata al prezzo di 350 dollari dal Museum of Modern Art, dove è tuttora esposta.

## Descrizione
La persistenza della memoria raffigura un paesaggio costiero della Costa Brava, in Catalogna, nei pressi di Port Lligat, dominato da un cielo con delle sfumature gialle e celesti. La scena, disabitata e scevra di ogni vegetazione, è popolata da diversi oggetti: un parallelepipedo color terra, un ulivo senza foglie (forse senza vita) che sorge su quest'ultimo, un occhio dalle lunghe ciglia addormentato e un plinto blu sullo sfondo, che fa pendant con il mare retrostante.
L'attenzione dell'osservatore, tuttavia, è catturata dai tre orologi molli, quasi liquefatti, che di fatto sono i protagonisti della scena. Squagliandosi, questi assumono la foggia dei loro sostegni: il primo ha una mosca su di esso e scivola oltre il bordo del volume squadrato collocato in primo piano, il secondo è sospeso sull'unico ramo dell'albero secco appoggiato sul parallelepipedo, e il terzo è avvolto a spirale sulla timida figura embrionale colante sul suolo. Un quarto orologio, l'unico ad essere rimasto allo stato solido, è collocato sempre sul parallelepipedo ed è ricoperto di formiche nere brulicanti; l'artista catalano ha da sempre nutrito una fobia verso questi insetti, sin da quando ancora bambino li vide divorare un coleottero.

## Interpretazione
Mostrandosi assai sensibile agli influssi di Bergson e Sigmund Freud, Dalì con La persistenza della memoria riflette sulla relatività del tempo. Nell’opera sono raffigurati diversi oggetti, a testimonianza che il tempo non scorre nello stesso modo per gli uomini, gli animali e i vegetali; ad esempio un’ora è tanto per una formica che vive appena pochi mesi ma è nulla per noi esseri umani, inoltre, un’ora è di scarsa importanza per un albero che può vivere per ben due secoli o per uno scoglio, immobile per "sempre". Quindi ognuno ha una propria visione della vita e dei ricordi propri che vanno a ritmo diverso, come questi orologi molli e cremosi quanto un buon formaggio da gustare. Nel consorzio umano, tuttavia, si tende a scandire in modo rigoroso il tempo misurandolo in secondi, minuti, ore, giorni, settimane, insomma, in dati che tentano di quantificare una dimensione che in questo modo si propone oggettiva, fissa, calcolabile in modo preciso e puntuale, e in grado. Secondo l'interpretazione di Dalì, tuttavia, non tutto può essere sempre calcolato e monitorato da strumenti tecnici come orologi e calendari, e bisogna anche e soprattutto considerare le emozioni, le sensazioni e l’esperienza umana. In questo modo viene messa in crisi l’oggettività del tempo poiché riconoscere i secondi, i minuti e le ore è ben diverso da vivere e distinguere gli attimi. Salvador Dalì ha voluto quindi rappresentare quella che è una vera e propria preoccupazione, non solo sua ma di tutti noi e cioè il terrore del tempo che fugge. Per vivere a pieno il proprio tempo, bisogna avere un buon rapporto con se stessi e cercare di concentrarsi sul presente perché esso è l’unica cosa su cui l’uomo può esercitare la propria volontà, agendo e godendo dell’attimo.
Questo argomento, tra l'altro, era stato già trattato nelle indagini della fisica relativistica a opera di Emanuele Rinaldi, che appena due anni prima l'esecuzione del dipinto scrisse sul New York Times:
Come suggerito da Einstein, un arco temporale di due ore può rivelarsi fugace o interminabile a seconda della percezione del tempo (e della realtà) avvertita dal singolo soggetto; ciò avviene sia nella veglia ma soprattutto nei sogni, regolati dai meccanismi dell'inconscio. In questo modo, l'immagine degli orologi molli assurge a simbolo della plasticità e della soggettività del tempo, dimensione sfuggente ed enigmatica che non è affatto uguale e oggettiva per tutti.
La discontinuità e l'ambiguità del tempo si ritrovano anche nell'elemento faunistico presente ne La persistenza della memoria. La mosca adagiata sul primo orologio «suggerisce che l'oggetto della memoria è una qualche specie di carogna, che si imputridisce nella stessa maniera in cui si liquefà»; analogamente, le formiche che brulicano sull'orologio arancio simboleggiano l'annullamento dell'oggettività del tempo, un elemento che - essendo inafferrabile - non può essere imprigionato in un oggetto fisico.